# Petasites fragrans
Petasites fragans, comúnmente llamado sombrerera, tusílago o pata de caballo, es una planta medicinal y ornamental perteneciente a la familia de las asteráceas. 

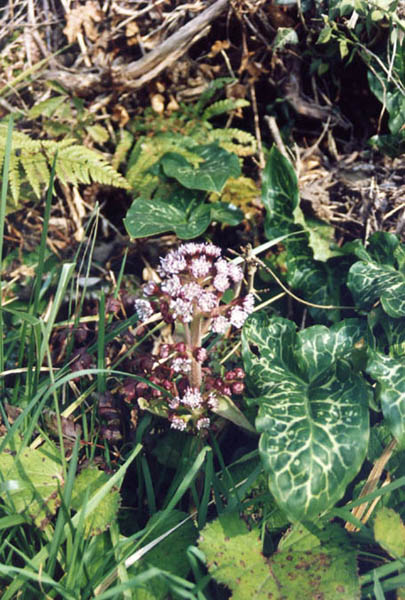
Vista de la planta

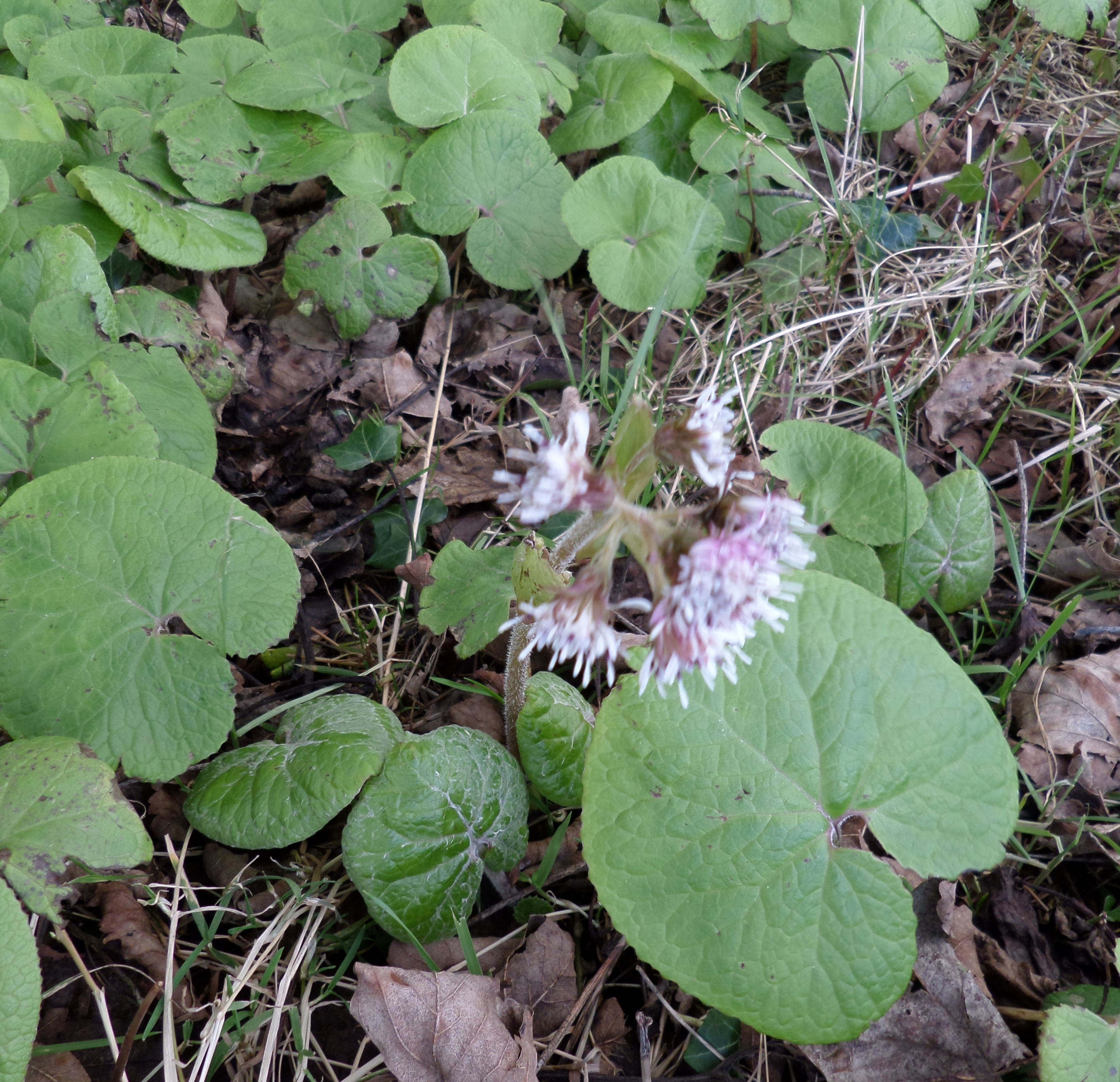
Flor

## Distribución y hábitat
Nativa del Norte de África y del sur de Europa. Actualmente se ha extendido por toda Europa Occidental.  La mayoría de las veces, se puede encontrar en la orilla de las carreteras, donde a menudo desplaza a otras plantas.

## Descripción
Las plantas adultas alcanzan los 30 a 50 cm de altura. Tiene las hojas coriáceas y las flores son de color rosa y blanco.  En Europa occidental, la planta florece en enero y febrero.

## Taxonomía
Petasites fragrans fue descrita por (Vill.) C.Presl y publicado en Florae Siculae Prodromus 1: xxvii. 1826.
Etimología
Petasites: nombre genérico que deriva de la palabra griega petasos = "sombrero de ala ancha", en alusión a las grandes hojas de la planta.
fragrans: epíteto latíno que significa "fragante".
Sinonimia
- Tussilago suaveolens Desf   Wall.  (1804)
- Tussilago fragrans Vill.  (1792)
- Petasites fragrans (Vill.) C.Presl
- Nardosmia racemosa Pasq.  (1867)
- Nardosmia fragrans (Vill.) Rchb.  (1831)
- Tussilago pyrenaica L. in Loefl.  (1758)
- Nardosmia denticulata Cass.[4]

## Nombre común
- Castellano: sombrerera, uña del diablo,[5] tusílago.[6]